# Chordata (classification phylogénétique)
Cette page a pour objet de présenter un arbre phylogénétique des Chordata (Chordés ou Cordés), c'est-à-dire un cladogramme mettant en lumière les relations de parenté existant entre leurs différents groupes (ou taxa), telles que les dernières analyses reconnues les proposent. Ce n'est qu'une possibilité, et les principaux débats qui subsistent au sein de la communauté scientifique sont brièvement présentés ci-dessous, avant la bibliographie.

## Arbre phylogénétique
Le cladogramme présenté ici ne possède qu'une valeur indicative. Il n'est pas forcément consensuel, et on peut toujours se référer à la bibliographie au bas de l'article.
Le symbole ▲ renvoie à la partie immédiatement supérieure de l'arbre phylogénétique du vivant. Le signe ► renvoie à la classification phylogénétique du groupe considéré. Tout nœud de l'arbre portant plus de deux branches montre une indétermination de la phylogénie interne du groupe considéré.
Les habitudes typographiques des botanistes et des zoologistes sont différentes. Ici, par commodité de lecture, et certains groupes actuels relevant des deux domaines traditionnels, les noms de taxons supérieurs au genre sont tous écrits en caractères droits, les noms de genres ou d'espèces en italiques.
À la suite d'un taxon, sa période d'apparition, quand elle est connue, peut être indiquée suivant la légende suivante :
(Plé) : Pléistocène ; (Pli) : Pliocène ; (Mio) : Miocène ; (Oli) : Oligocène ; (Éoc) : Éocène ; (Pal) : Paléocène ; (Cré) : Crétacé ; (Jur) : Jurassique ; (Tri) : Trias ; (Per) : Permien ; (Car) : Carbonifère ; (Dév) : Dévonien ; (Sil) : Silurien ; (Ord) : Ordovicien ; (Camb) : Cambrien ; (Edi) : Édiacarien. Pour plus de précision si possible, (-) : inférieur ; (~) : moyen ; (+) : supérieur.

```
▲

└─o 
Chordata

  ├─o 
Cephalochordata

  └─o 
Olfactores

    ├─o 
Urochordata
 ou 
Tunicata
 
►

    └─o 
Craniata

      ├─o 
Hyperotreti

      └─o 
Vertebrata

        ├─o 
Hyperoartia
 
►

        └─o
          ├─o 
Conodonta
 (éteint) 
►

          └─o
            ├─o 
Pteraspidomorphi
 (éteint) 
►

            └─o
              ├─o 
Anaspida
 (éteint)
              └─o
                ├─o 
Thelodonti
 (éteint)
                └─o
                  ├─o 
Gnathostomata
 
►

                  └─o 
Cephalaspidomorphi
 (éteint)
                    ├─o 
Galeaspida
 (éteint)
                    └─o
                      ├─o 
Pituriaspida
 (éteint)
                      └─o 
Osteostraci
 (éteint)
```

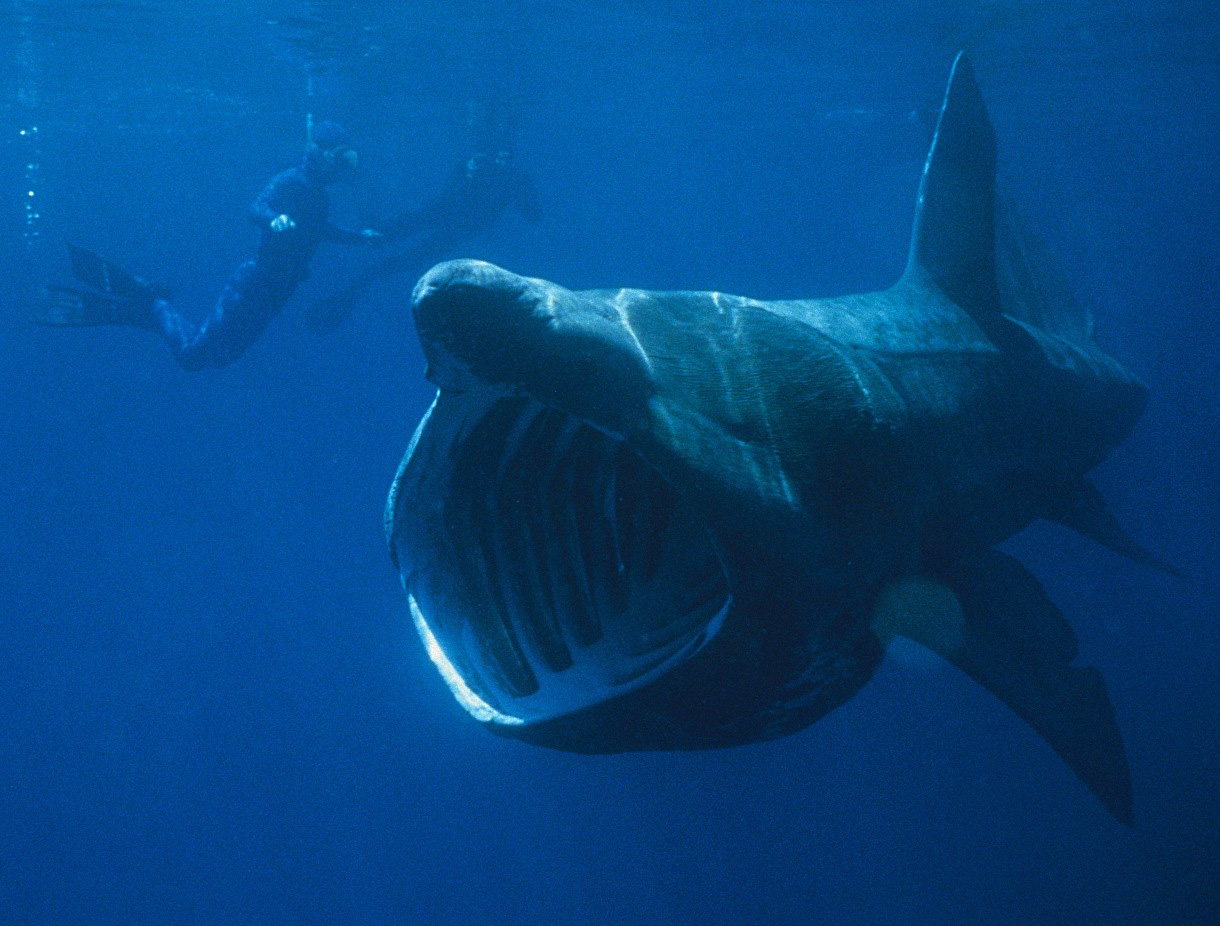
Requin pèlerin (Cetorhinus maximus, Chondrichthyes, Cetorhinidae)
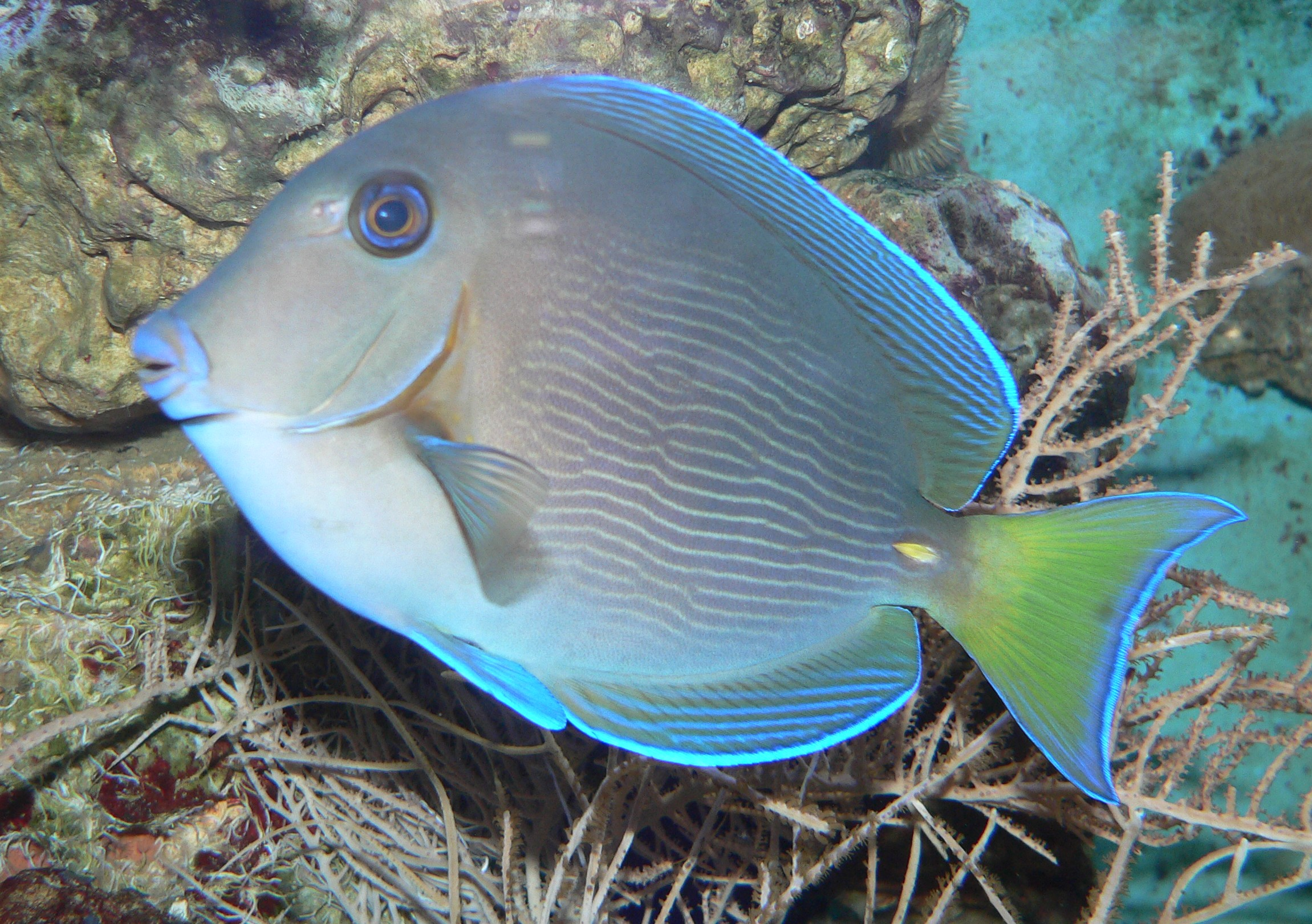
Chirurgien (Ctenochaetus hawaiiensis, Osteichthyes, Actinopterygii, Acanthuridae), à Hawaii
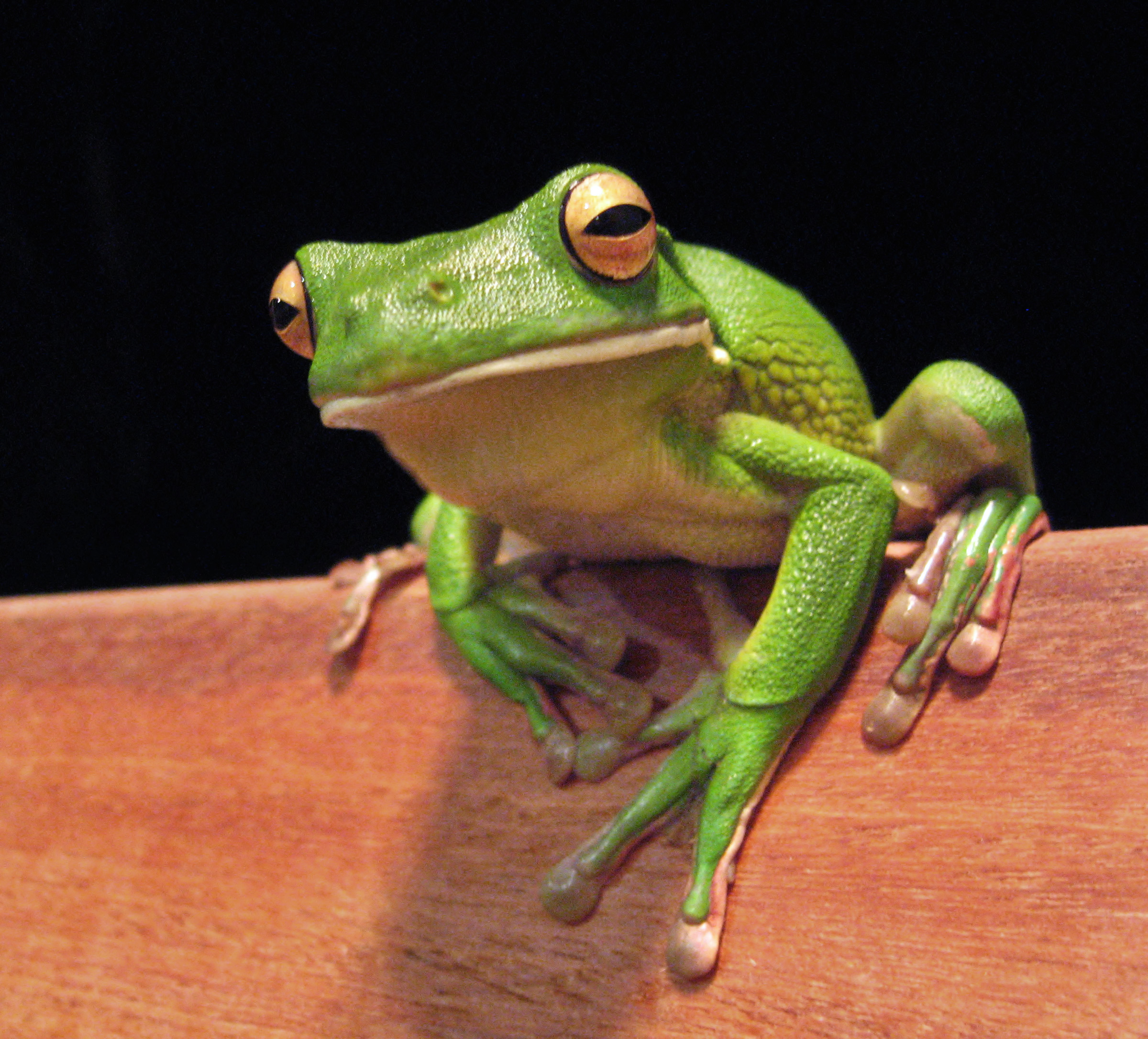
Litoria infrafrenata (Amphibia, Hylidae)
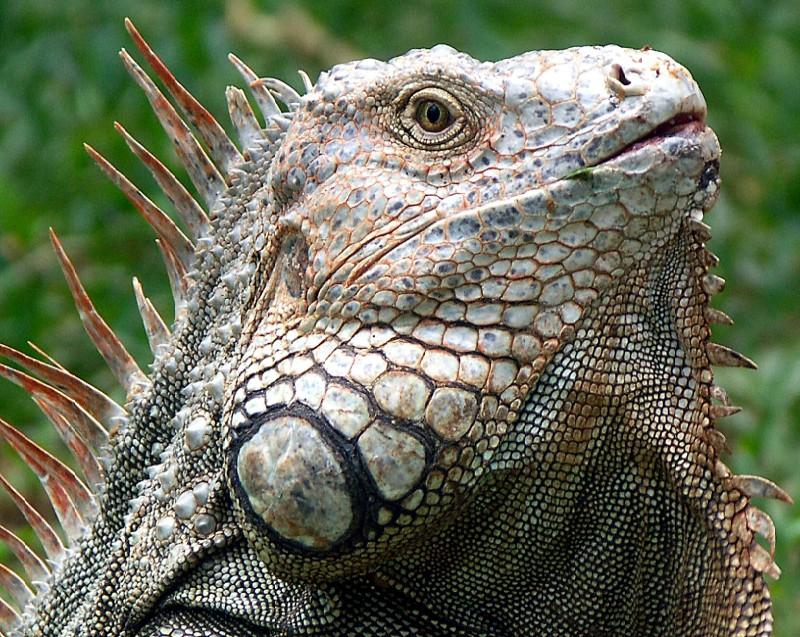
Iguana iguana (Lepidosauria, Iguanidae)
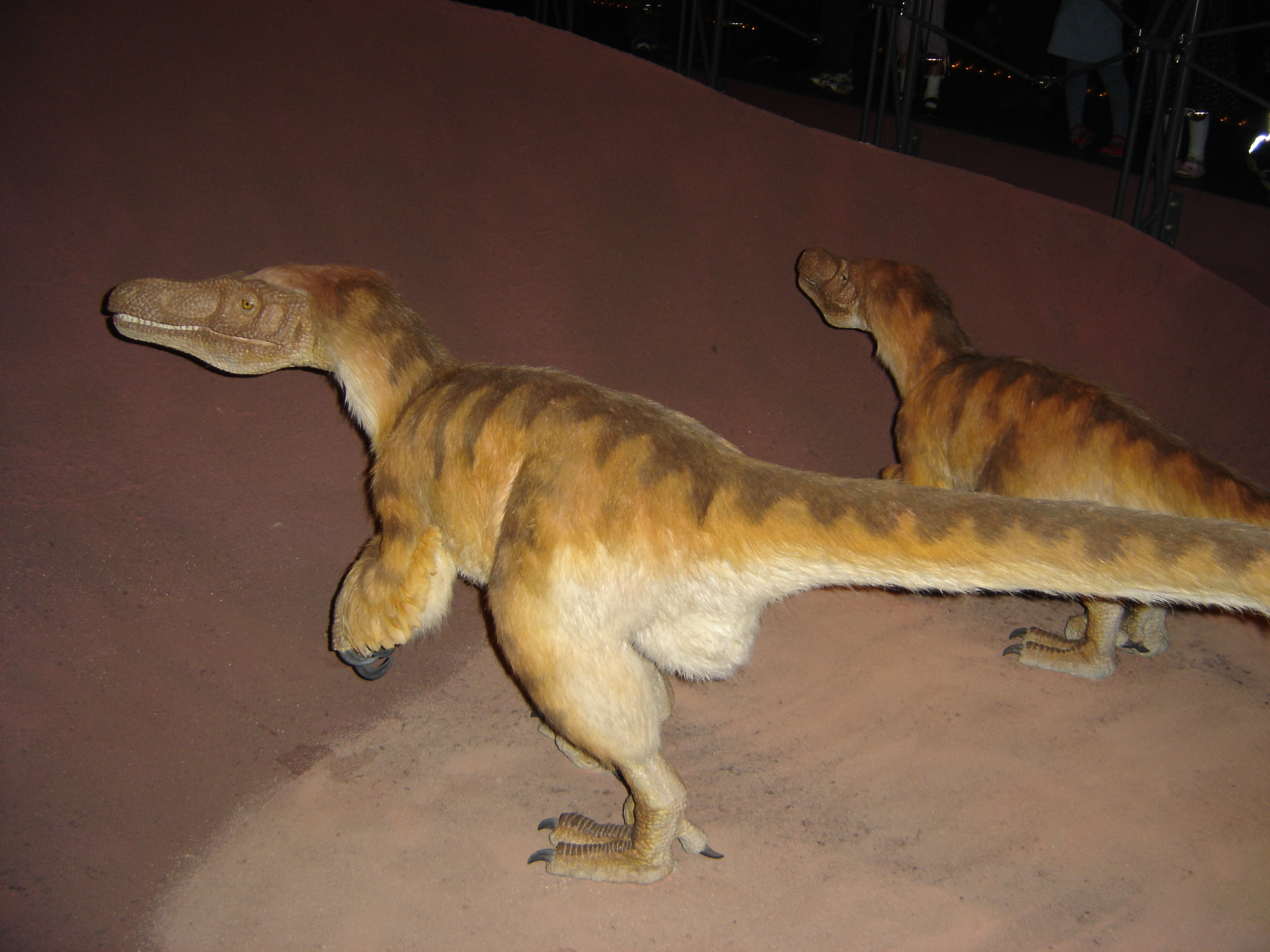
Velociraptor (Dinosauria, Theropoda)
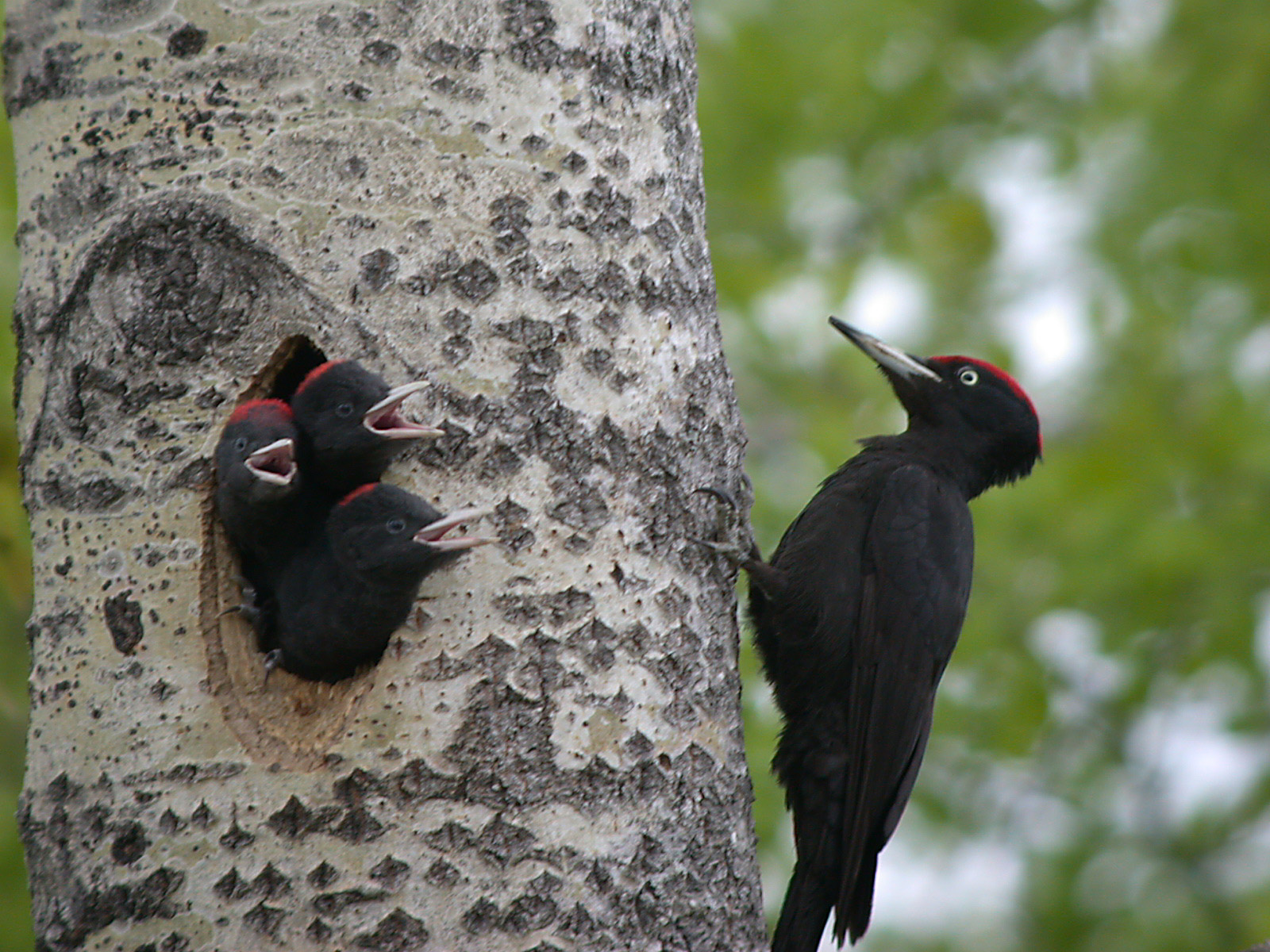
Pic noir (Dryocopus martius, Aves, Picidae) au nid
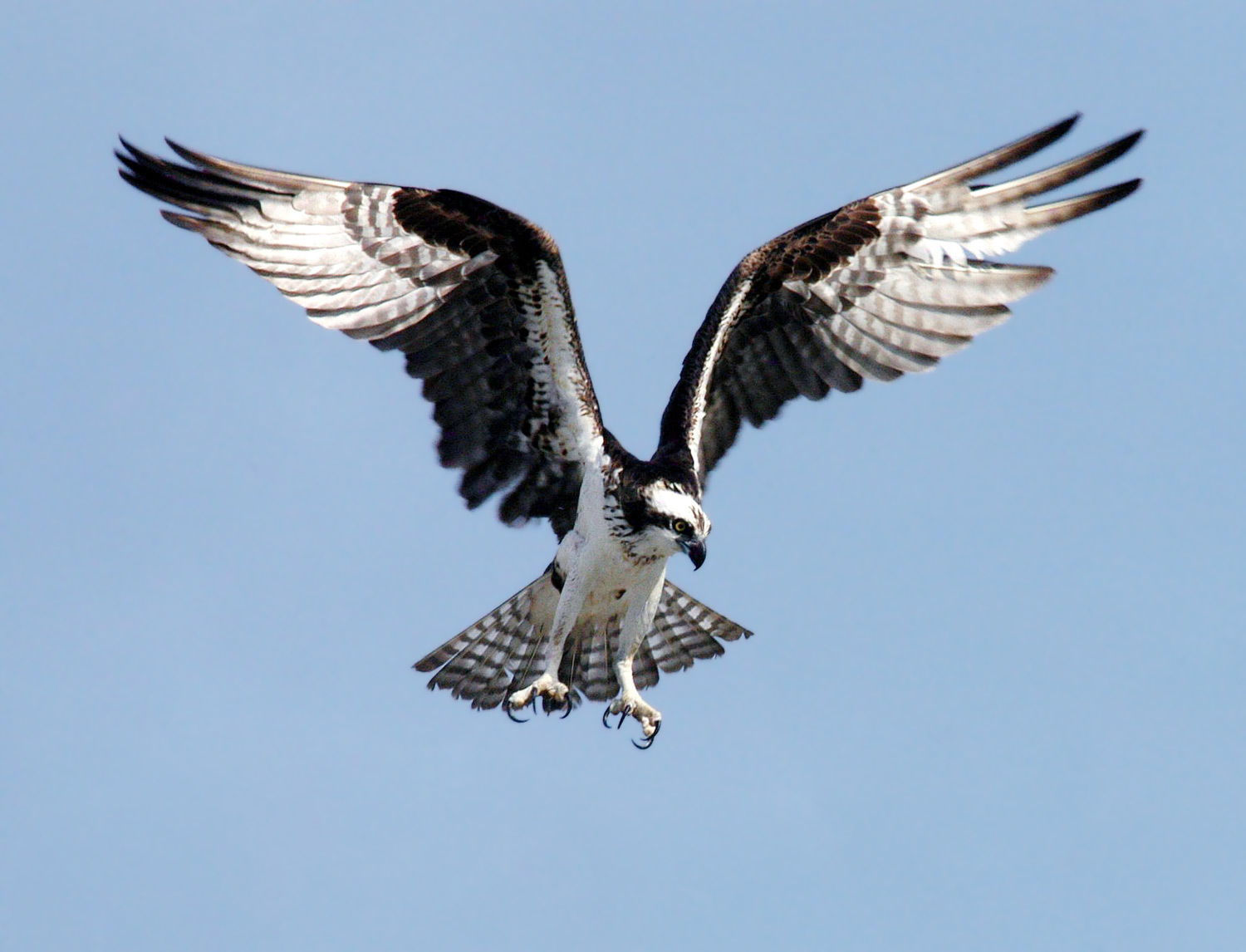
Balbusard pêcheur (Pandion haliaetus, Aves, Pandionidae)
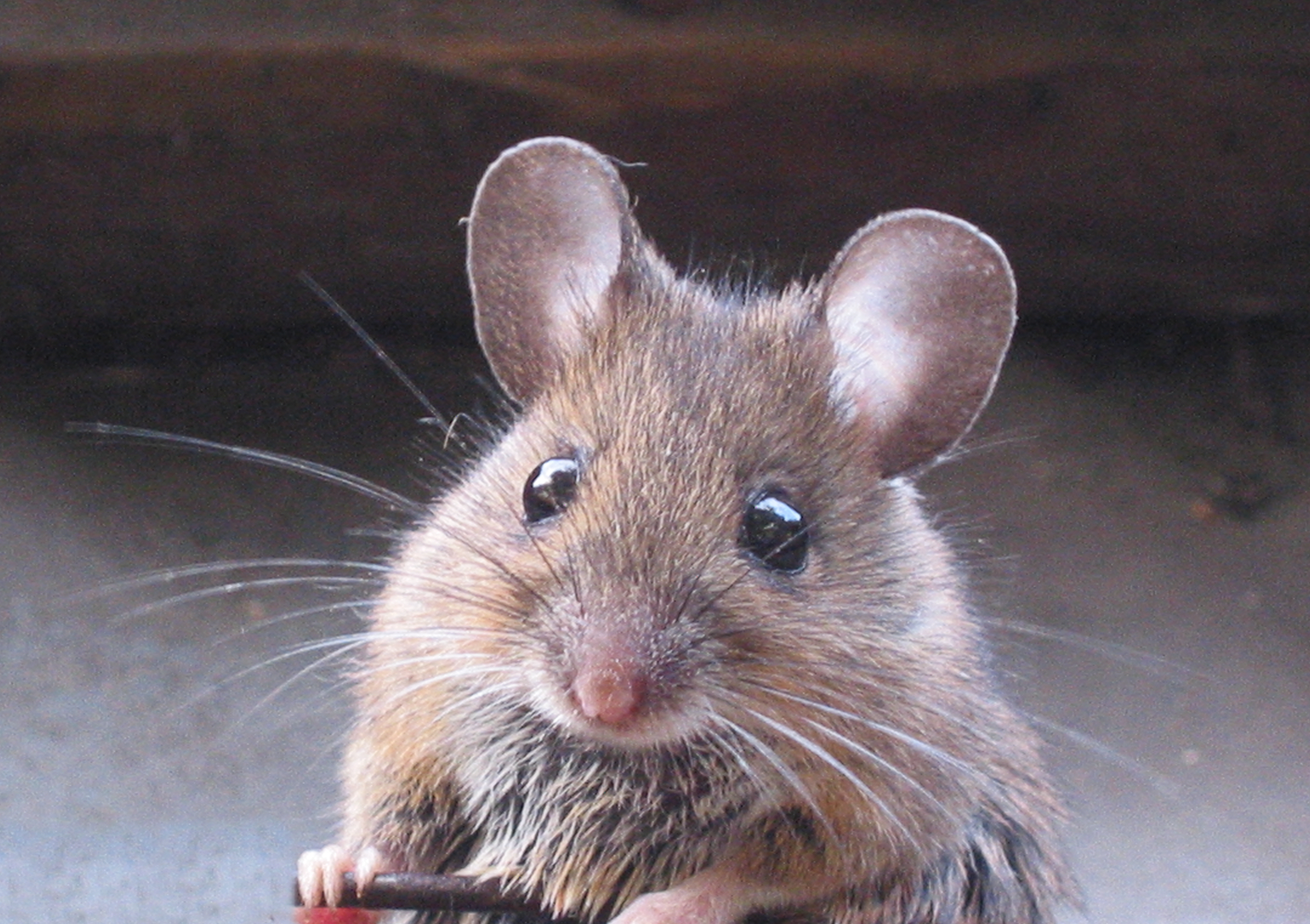
Souris commune  (Mus Musculus, Mammalia, Glires, Muridae)
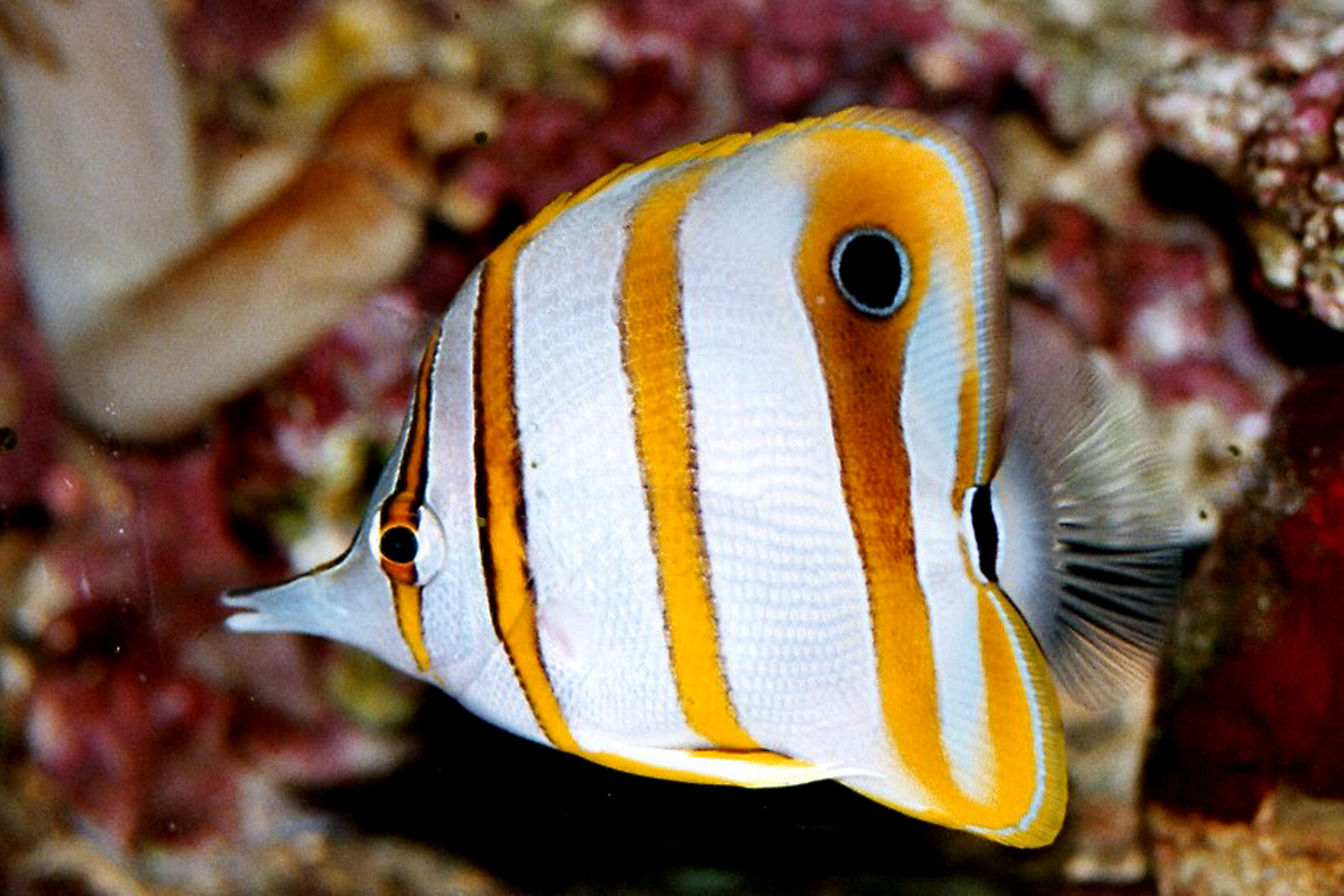
Chelmon à bec médiocre (Chelmon rostratus, Actinopterygii, Chaetodontidae)
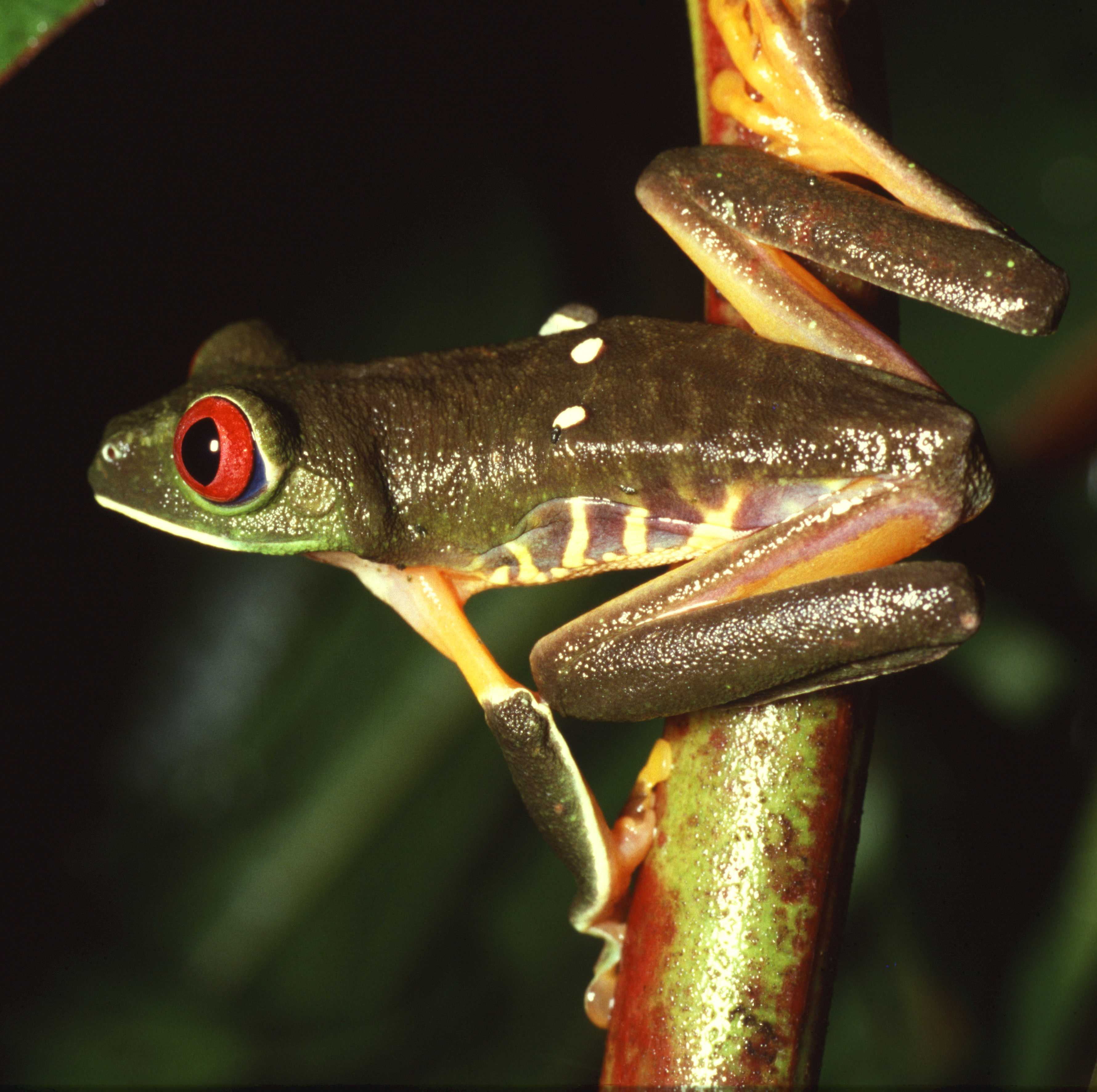
Grenouille aux yeux rouges (Agalychnis callidryas, Amphibia, Hylidae)
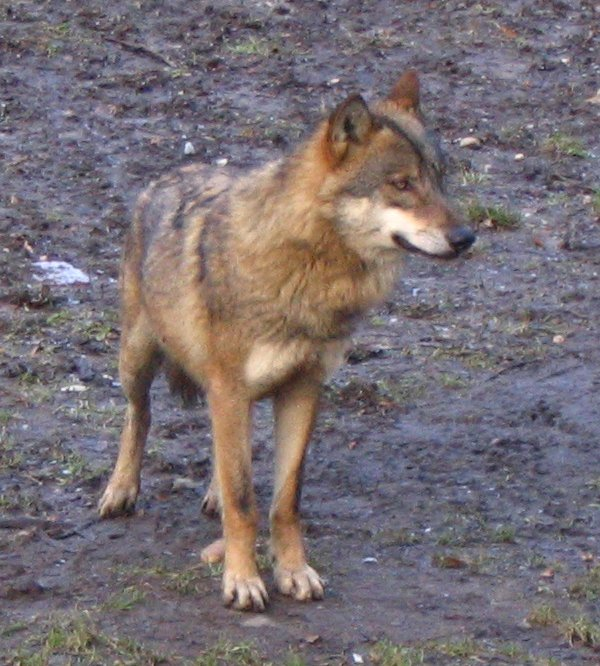
Loup (Canis lupus lupus, Mammalia, Canidae)
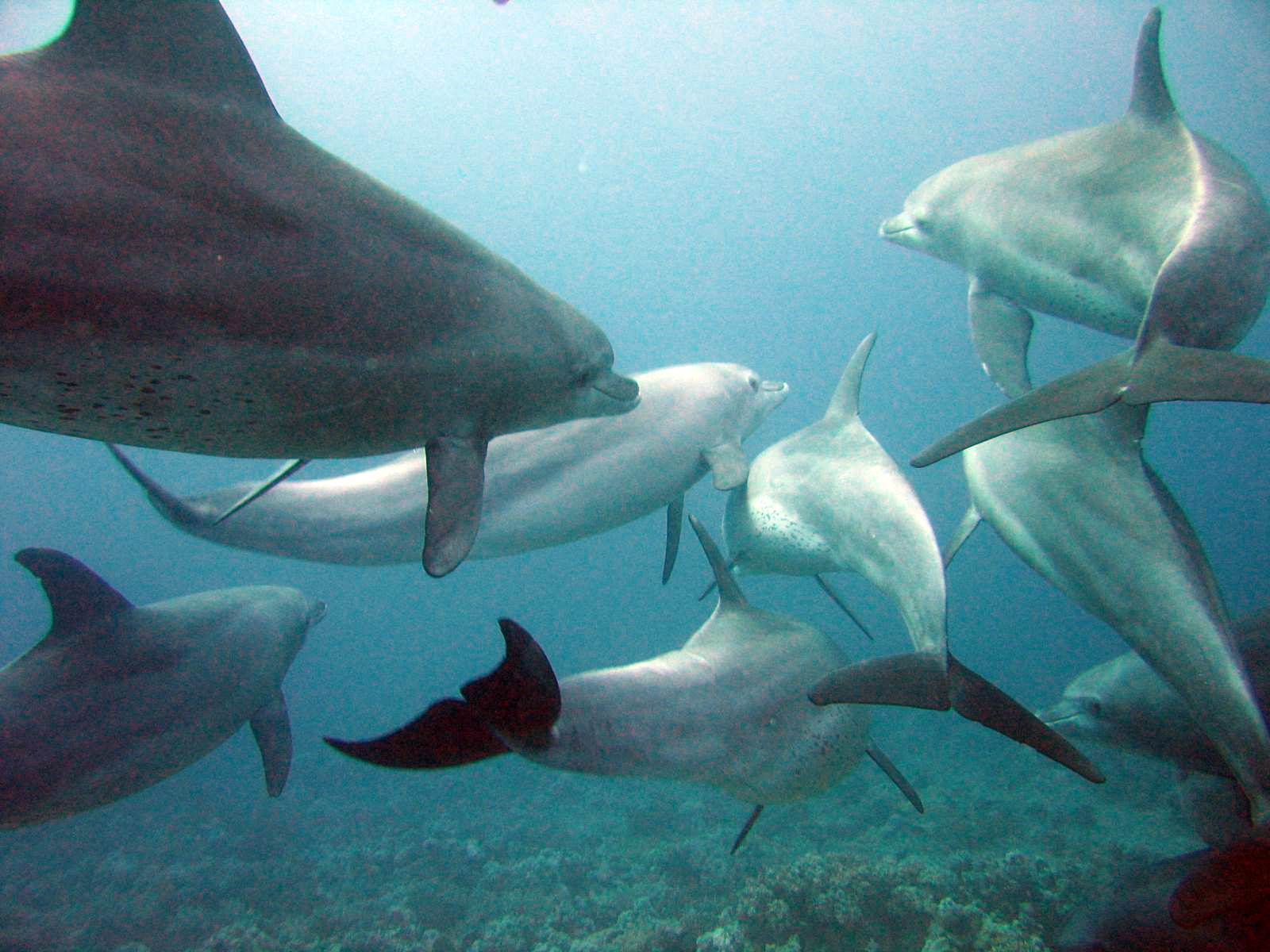
Grand dauphin (Tursiops truncatus, Mammalia, Delpinidae)
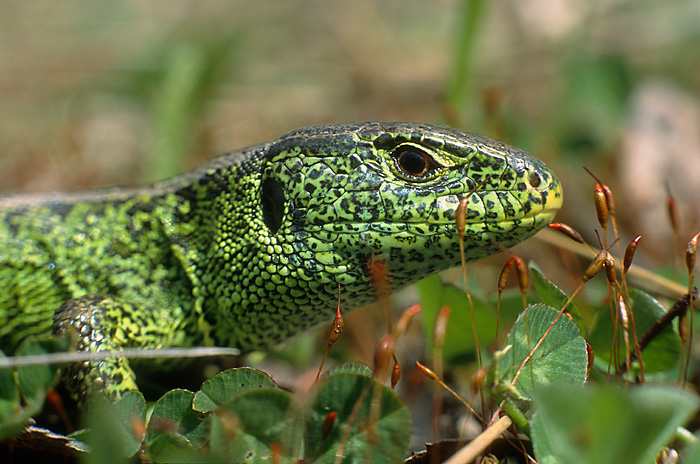
Lézard des souches (Lacerta agilis, Reptilia, Lacertidae)
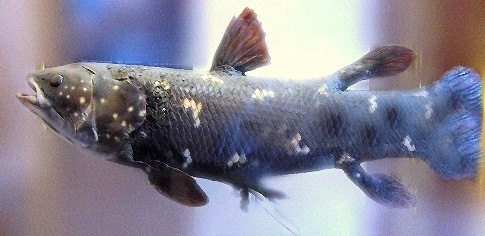
Cœlacanthe (Latimeria chalumnae, Sarcopterygii, Coelacanthidae)
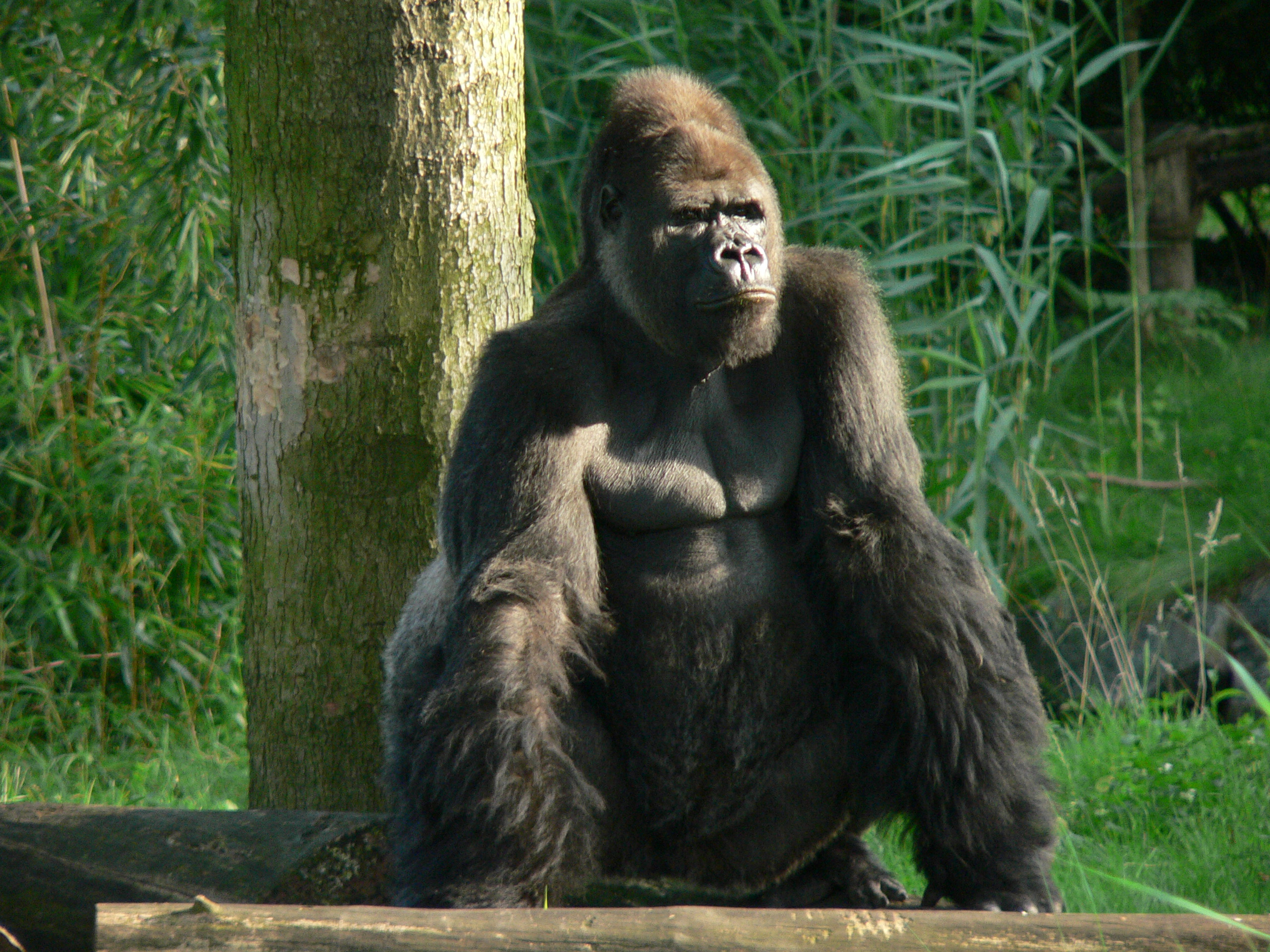
Gorille (Gorilla gorilla, Mammalia, Hominidae, Gorillinae)
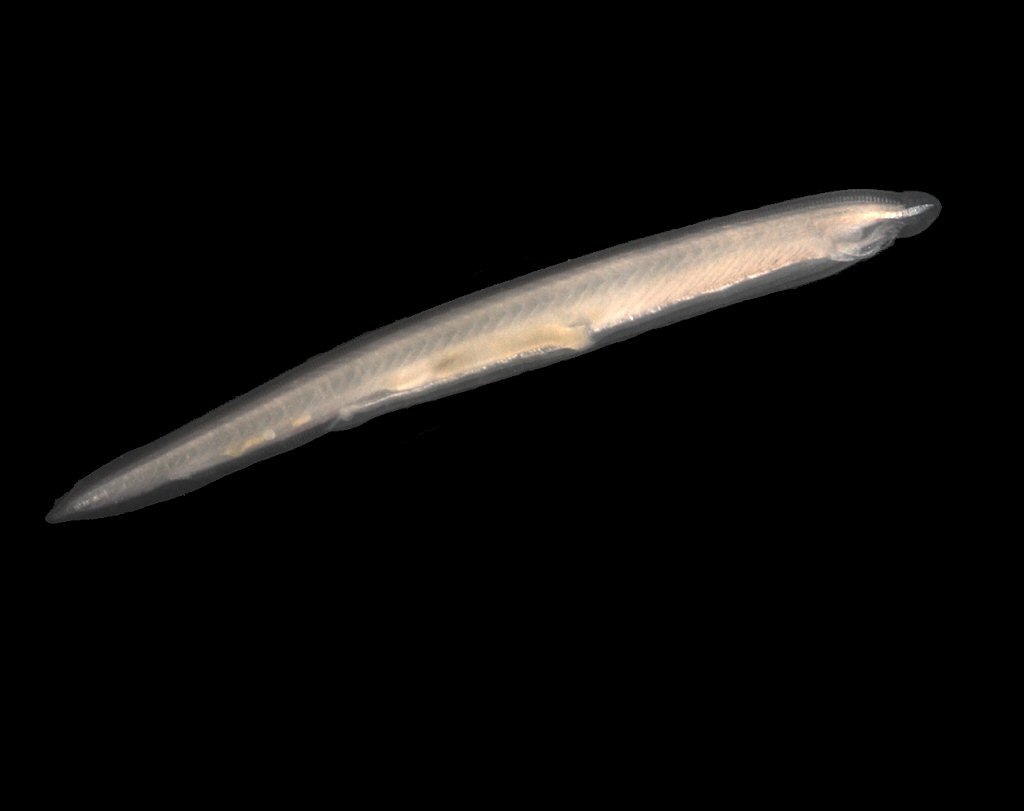
Branchiostoma lanceolatum (Cephalochordata)

## Débat scientifique relatif à la phylogénie des Chordata
La place respective des Tuniciers (anciennement Urocordés) et des Céphalocordés n'est pas l'objet d'un consensus, non plus que l'exclusion des Myxines du sein des Vertébrés, voire le caractère largement polyphylétique des Agnathes. La relation basée sur des caractères morphologiques entre Anaspidés et Lamproies semble devoir être remise en cause. La monophylie des Thélodontes est aussi discutée (les Furcacaudiformes pourraient être plus proches parents des Gnathostomes).

## Sources
- (en) Thomas J. Near : « Conflict and resolution between phylogenies inferred from molecular and phenotypic data sets for hagfish, lampreys, and gnathostomes », J. Exp. Zool. (Mol. Dev. Evol.), vol. 312 B, 2009, pp. 749-761
- (en) Mark V. H. Wilson et Tiiu Märss : « Thelodont  phylogeny  revisited,  with  inclusion  of  key  scale-based  taxa », Estonian Journal of Earth Sciences, vol. 58, n°4, 2009, pp. 297-310
- (en) Sarah J. Bourlat, Thorhildur Juliusdottir, Christopher J. Lowe, Robert Freeman, Jochanan Aronowicz, Mark Kirschner, Eric S. Lander, Michael Thorndyke, Hiroaki Nakano, Andrea B. Kohn, Andreas Heyland, Leonid L. Moroz, Richard R. Copley et Maximilian J. Telford : « Deuterostome phylogeny reveals monophyletic chordates and the new phylum Xenoturbellida », Nature, vol. 444, 2006, pp. 85-88
- (en) Frédéric Delsuc, Henner Brinkmann, Daniel Chourrout et Hervé Philippe : « Tunicates and not cephalochordates are the closest living relatives of vertebrates », in Nature, vol. 439, 2006, pp. 965-968